# Valeta
Valeta (en francès Valette) és un municipi francès situat al departament de Cantal i a la regió d'Alvèrnia-Roine-Alps. L'any 2007 tenia 259 habitants.

## Demografia

### Població
El 2007 la població de fet de Valette era de 259 persones. Hi havia 88 famílies de les quals 20 eren unipersonals (16 homes vivint sols i 4 dones vivint soles), 32 parelles sense fills i 36 parelles amb fills.
La població ha evolucionat segons el següent gràfic:
Habitants censats

### Habitatges
El 2007 hi havia 178 habitatges, 102 eren l'habitatge principal de la família, 60 eren segones residències i 15 estaven desocupats. 168 eren cases i 6 eren apartaments. Dels 102 habitatges principals, 78 estaven ocupats pels seus propietaris, 21 estaven llogats i ocupats pels llogaters i 3 estaven cedits a títol gratuït; 1 tenia una cambra, 3 en tenien dues, 12 en tenien tres, 28 en tenien quatre i 58 en tenien cinc o més. 73 habitatges disposaven pel capbaix d'una plaça de pàrquing. A 62 habitatges hi havia un automòbil i a 34 n'hi havia dos o més.

### Piràmide de població
La piràmide de població per edats i sexe el 2009 era:
| Homes | Edats   | Dones |
| ----- | ------- | ----- |
| 0     | 95 o +  | 0     |
| 0     | 90 a 94 | 0     |
| 3     | 85 a 89 | 3     |
| 2     | 80 a 84 | 5     |
| 3     | 75 a 79 | 3     |
| 6     | 70 a 74 | 4     |
| 3     | 65 a 69 | 6     |
| 10    | 60 a 64 | 4     |
| 6     | 55 a 59 | 8     |
| 7     | 50 a 54 | 9     |
| 17    | 45 a 49 | 7     |
| 15    | 40 a 44 | 5     |
| 7     | 35 a 39 | 12    |
| 9     | 30 a 34 | 6     |
| 7     | 25 a 29 | 11    |
| 11    | 20 a 24 | 5     |
| 13    | 15 a 19 | 13    |
| 13    | 10 a 14 | 11    |
| 7     | 5 a 9   | 8     |
| 4     | 0 a 4   | 8     |

## Economia
El 2007 la població en edat de treballar era de 172 persones, 112 eren actives i 60 eren inactives. De les 112 persones actives 101 estaven ocupades (55 homes i 46 dones) i 11 estaven aturades (6 homes i 5 dones). De les 60 persones inactives 22 estaven jubilades, 9 estaven estudiant i 29 estaven classificades com a «altres inactius».

### Ingressos
El 2009 a Valette hi havia 102 unitats fiscals que integraven 251 persones, la mediana anual d'ingressos fiscals per persona era de 12.971 €.

### Activitats econòmiques
Dels 9 establiments que hi havia el 2007, 1 era d'una empresa de construcció, 2 d'empreses de comerç i reparació d'automòbils, 2 d'empreses d'hostatgeria i restauració, 1 d'una empresa de serveis i 3 d'empreses classificades com a «altres activitats de serveis».
Dels 2 establiments de servei als particulars que hi havia el 2009, 1 era una lampisteria i 1 restaurant.
L'any 2000 a Valette hi havia 20 explotacions agrícoles que ocupaven un total de 1.155 hectàrees.

## Equipaments sanitaris i escolars
El 2009 hi havia una escola elemental integrada dins d'un grup escolar amb les comunes properes formant una escola dispersa.

## Poblacions més properes
El següent diagrama mostra les poblacions més properes.